# Швец, Николай Николаевич
Николай Николаевич Швец (17 мая 1956, Великие Будища, Полтавская область, Украинская ССР) — российский учёный и политический деятель. Председатель Законодательного собрания Амурской области с 12 марта 2008 по 16 марта 2009 года, Генеральный директор ОАО «Холдинг МРСК» с 2009 по 2012 гг., Заместитель председателя Правления ПАО «ФСК ЕЭС» с 2012 по 2016 гг., заведующий кафедрой «Мировой электроэнергетики» МГИМО МИД РФ. 
Доктор экономических наук, профессор, действительный член Академии военных наук. Заслуженный энергетик РФ. Лауреат премии Академии военных наук имени А.В.Суворова. Награжден орденом «Почета», медалями «За трудовое отличие» (1973) и «За боевые заслуги» (1989), рядом других правительственных наград, орденами Русской Православной Церкви Святого Благоверного Князя Даниила Московского и Преподобного Сергия Радонежского  степени.

## Биография
Родился 17 мая 1956 года в селе Великие Будища Полтавской области. Там же окончил 10 классов средней школы в 1973 году, а на следующий год был призван в вооружённые силы. С 1974 по 1986 год проходил военную службу в войсках ПВО в должностях техника, инженера и начальника отделения. С 1986 года по 1995 год проходил службу в Главном штабе Войск ПВО на должностях старшего офицера, заместителя начальника и начальника отдела. С июня по октябрь 1998 года проходил службу в качестве заместителя начальника управления объединенной системы ПВО СНГ. В октябре 1998 годы был уволен из ВС РФ в звании «полковник» по организационно-штатным мероприятиям.
В 1983 году окончил энергетический факультет Всесоюзного заочного политехнического института по специальности «Электроснабжение промышленных предприятий городов и сельского хозяйства», получив квалификацию — «инженер-электрик». В 1991 году окончил Военную командную академия ПВО, в 1997 году — Военную академию Генерального штаба Вооружённых сил РФ.
С 1998 по 2007 год Швец работал в системе военно-технического сотрудничества РФ с иностранными государствами. В 1998 занял должность начальника секретариата генерального директора ФГУП «Промэкспорт». До 2000 года работал на должностях руководителя аппарата генерального директора, управляющего делами. В связи с преобразованием организации в ФГУП «Рособоронэкспорт» в 2001 году был назначен на должность помощника первого заместителя генерального директора. С 2003 года — вице-президент Союза работодателей машиностроения, член Бюро Союза машиностроителей России. Входил в состав совета директоров Сарапульского электрогенераторного завода и ОАО «Научно-производственное предприятие «Старт». С 2004 года — помощник генерального директора «Рособоронэкспорта».
6 августа 2007 года был назначен на должность первого заместителя председателя Правительства Амурской области. 2 марта 2008 года избран депутатом Законодательного собрания Амурской области по единому избирательному округу от партии «Единая Россия». 12 марта, на первом заседании, в ходе тайного голосования избран председателем Зак. собрания. Сложил с себя полномочия в марте 2009 года. В дальнейшем являлся генеральным директор ОАО «Холдинг МРСК» (с 17 марта 2009 года) и заместителем председателя Правления ПАО «ФСК ЕЭС» (с 1 июля 2012 года).
Заместитель заведующего кафедрой военно-технического сотрудничества научно-исследовательского и учебного Центра оборонных проблем, руководитель научного отделения проблем инфраструктурного развития Академии военных наук, членом редколлегии журналов «Военная наука и оборонная политика», «Национальные интересы: приоритеты и безопасность».
Преподаватель МГИМО с 2010 года.
В экспертном сообществе признан ведущим специалистом в области обеспечения энергетической безопасности государства, системных исследований и организационно-экономических механизмов военно-технического сотрудничества России с иностранными государствами.

## Личная жизнь
Жена — биолог. Есть дочь, которая училась в МГИМО, на факультете международных экономических отношений.
Увлекается охотой и спортом (особенно лыжами). В 2007 году сыграл эпизодическую роль в фильме Софи, спонсором которого выступал «Рособоронэкспорт».

## Награды
- Орден Почёта
- Медаль «За трудовое отличие» (1973)
- Медаль «За боевые заслуги» (1989)
- Орден Святого благоверного князя Даниила Московского III степени
- Орден Преподобного Сергия Радонежского III степени
- Заслуженный энергетик Российской Федерации
- Лауреат премии Академии военных наук имени А.В.Суворова.